# Santa Maria de Muntanyans
La Santa Maria de Muntanyans és una església al terme municipal de Castellet i la Gornal (Alt Penedès) protegida com a bé cultural d'interès local.

## Descripció
Es tracta d'una ermita d'una sola nau amb contraforts rectes que recorren tot el mur que s'alternen amb contraforts atalussats. Teulada de teula àrab a doble vessant i coronada per un campanar d'espadanya de dos ulls. S'accedeix a l'ermita gràcies a una porta d'arc de mig punt, al damunt d'aquesta hi ha un ull de bou. En un costat té un cos adossat que podria ser l'habitatge de l'ermita.